# Era Quark
Em Cosmologia a era quark foi o período na evolução do universo, em seus estágio inicial, quando as interações das forças fundamentais: gravitacional, eletromagnética, força nuclear forte e a força nuclear fraca tomaram suas formas atuais, mas a temperatura do universo ainda era muito alta para permitir que os quarks se unissem para formar os hádrons.
A era quark começou aproximadamente 10-12 segundo após o Big Bang, quando a era anterior, a era eletrofraca, terminou, assim que as interações eletrofracas se separaram em força fraca e eletromagnética.
Durante a era quark o universo estava preenchido com plasma de quarks-glúons quente e denso, contendo quarks, leptons e suas antipartículas. As colisões entre partículas tinham energia suficiente para permitir a combinação dos quarks em mésons ou bárions.

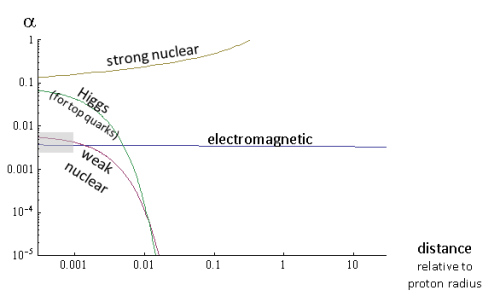
Uma representação visual da ordem de divisão das forças universais

A era quark se findou quando o universo tinha por volta de 10-6 segundo de idade, quando a energia média na interação entre partículas caiu abaixo da energia de ligação dos hádrons. O período seguinte, quando os quarks se tornaram confinados em hádrons, é conhecido como era hádron.